# トンブリー王朝

トンブリー朝
ธนบุรี

トンブリー王朝の版図

トンブリー王朝（トンブリーおうちょう、タイ語:ธนบุรี、1767年 - 1782年）は、タイ王国の正統王朝の一つ。首都はトンブリー。中国の潮州系タイ人・タークシン王（鄭昭）によって創設された。

## 歴史
今のチャクリー王朝の前の王朝にあたり、アユタヤ王朝が破壊された1767年に、バンコクのチャオプラヤー川西岸に建設された。その翌年の1768年8月にタークシンは、清に使者を派遣し冊封を求めた。しかし乾隆帝はタークシンに否定的評価を下した。清朝との交渉は1769年に好転し、交易を再開し、武器や戦略物資等の獲得の道を開いた。
一方、1769年にピマーイ、ナコンシータマラートを占領、また同年にバッタンバン、シエムリエプを併合し、東北のロムサック、南部のパタニ、トレンガヌをも支配下に置き、1770年にはピサヌロークとその周辺を制圧し、北部地方の統治権を奪取した。しかし、国内の4勢力を退けてもなお、現在のカンボジア、ベトナム国境西端に脅威の勢力が存在した。1771年にハーティエンを攻撃したが失敗に終わる。1777年に西山の乱が起こり、宗主権争いをしているハーティエンの勢力を滅亡に追い込んだ。対中交渉を再開始し、数回目の使者を送り、冊封を認められ、硫黄、鉄の輸入に成功している。
タークシン王一代限り15年間続いたが、王朝末期、タークシン王が乱心を来たし、部下のチャオプラヤー・マハーカサット・スックに殺され、チャオプラヤー・マハーカサット・スック（ラーマ1世）が王に就いたことで幕を閉じた。